# ۷۵۰۰ (فیلم ۲۰۱۹)
۷۵۰۰ (انگلیسی: 7500) یک فیلم ویدئویی اکشن و دلهره‌آور به کارگردانی و نویسندگی پاتریک ولراث محصول سال ۲۰۱۹ با بازی جوزف گوردون لویت است.

## داستان
فیلم هفت هزار و پانصد دربارهٔ خلبانی به نام مایکل لوتزمن است که به همراه کمک خلبانش توبیاس الیس سوار بر هواپیما می‌شوند اما هنگام پرواز تروریست‌ها به کابین خلبان حمله می‌کنند و هواپیما را می‌ربایند و…

## تولید
فیلم‌برداری اصلی در نوامبر ۲۰۱۷ در کلن و وین انجام شد.